# Michel Boulard
Pour les articles homonymes, voir Boulard.
Michel Boulard (né à Orléans le 9 avril 1935) est un entomologiste français spécialiste des cigales. Il est l'auteur de la description de nombreux genres et espèces de cigales et s'est notamment intéressé à leur chant (cymbalisation).

## Biographie
Michel Boulard est né le 9 avril 1935 à Orléans dans le Loiret. Il obtient son baccalauréat, série Moderne et Sciences Expérimentales, au Lycée Condorcet de Nanterre (Hauts-de-Seine) en 1955, puis une Licence-es-Sciences Naturelles de l'Université de Paris Jussieu en 1962, transformée en Licence de Doctorat de l’Université de Paris en 1963, et un Doctorat d'Entomologie de l'Université de Paris Jussieu en 1966,.
Assistant stagiaire chargé des Homoptères Auchénorhynques du laboratoire d'Entomologie du Muséum national d'histoire naturelle, à Paris, sous la direction d'Alfred Balachowsky en 1964, il devient assistant détaché comme Chef du Service entomologique du Centre de Recherche Agronomique de l'Institut Français du Café et du Cacao à Boukoko en République Centrafricaine en 1965. En 1970, il devient Directeur adjoint du Laboratoire d’Entomologie économique de l'École pratique des hautes études dirigé par Jacques Carayon, puis, en 1986, directeur du Laboratoire d’entomologie nouvellement intitulé : Biologie et Évolution des Insectes, principalement Cicadomorphes, poste qu'il occupera jusqu'en 2003.
Il devient Attaché honoraire du Muséum national d'histoire naturelle à Paris en 2005.
Au cours de sa carrière Michel Boulard a réalisé de nombreuses expéditions scientifiques à travers le monde et notamment en Afrique, en Amérique du Sud, en Asie du Sud-Est et en Océanie.

## Héritage naturaliste
Les travaux de recherche de Michel Boulard ont principalement porté sur la bio-taxonomie fondamentale des cigales et de leurs proches parents (infra-ordre des Cicadomorpha comprenant les super-familles Cercopoidea, Membracoidea et Cicadoidea) et sur l'entomologie appliquée à l'agriculture tropicale  et, plus précisément, celle concernant la culture des plantes touchées par de nombreux insectes en Afrique. Ils ont donné lieu à la publication de plus de 300 articles scientifiques et de plusieurs ouvrages sur les cigales.

## Autres travaux
Également photographe animalier, il a constitué une photothèque dont de nombreuses photographies ont servi à l'illustration d'ouvrages,. Certaines ont servi à la réalisation de timbres comme le timbre de la poste française (septembre 1977) : la Cigale rouge, Tibicina haematodes (Scopoli), le timbre de l’Office des Postes polynésiennes (août 1996) : Raiateana oulietea Boulard, seule cigale existant dans l’Archipel de la Société (Pacifique central) et le timbre du Service des Postes wallisiennes (janvier 2011) : Baeturia uveaiensis Boulard, petite espèce de Wallis (île du Pacifique occidental).
Il est à l'origine de la création d'une phonothèque rassemblant le "chant" de plusieurs centaines de cigales et de quelques autres orthoptères. Quelques-uns de ses enregistrements sont déposés sur la phonothèque du Muséum national d'histoire naturelle ou sur d'autres phonothèques.
Il est également à l'origine de la création en 1988 d’une revue entomologique propre au Laboratoire d'Entomologie de l'École pratique des hautes études : Travaux du Laboratoire Biologie et Évolution des Insectes Hemipteroidea.

## Hommages
Rendant hommage à son travail sur les cigales et les membracides, de nombreux auteurs ont nommé de nouvelles espèces en son honneur avec les épithètes « boulardi » ou « boulardus ». Au cours de ses différentes expéditions, il a également collecté de nombreux invertébrés autres que des cigales et des membracides. Certains d'entre eux, nouveaux, ont également été nommés en son honneur.

### Liste des genres, espèces et sous-espèces nommés en l'honneur de Michel Boulard
- Boulardus Nielson, 1983[56](ordre des Hemiptera, famille des Cicadellidae)
- Anchastus boulardi Chassain, 2010[57] (ordre des Coleoptera, famille des Elateridae)
- Aspidolea boulardi Dechambre, 1992[58] (ordre des Coleoptera, famille des Scarabaeidae)
- Baeturia boulardi Boer, 1989[59] (ordre des Hemiptera, famille des Cicadidae)
- Batracomorphus batracomorphus boulardi Linnavuori & Quartau, 1975[60] (ordre des Hemiptera, famille des Cicadellidae)
- Campimoptilum boulardi (Rougeot, 1974)[61] (ordre des Lepidoptera, famille des Saturniidae)
- Congoharpax boulardi Roy, 1972[62] (ordre des Mantodea, famille des Galinthiadidae)
- Carineta boulardi Champanhet, 1999[63] (ordre des Hemiptera, famille des Cicadidae)
- Cyclocephala boulardi Dechambre, 1979[64] (ordre des Coleoptera, famille des Scarabaeidae)
- Decipha boulardi (Synave, 1978)[65] (ordre des Hemiptera, famille des Flatidae)
- Dendrophilacris boulardi Descamps, 1979[66] (ordre des Orthoptera, famille des Acrididae)
- Durium boulardi Synave, 1978[65] (ordre des Hemiptera, famille des Issidae)
- Exocentrus echinulus boulardi Teocchi & Sudre, 2002[67] (ordre des Coleoptera, famille des Cerambycidae)
- Geocnethus boulardi Linnavuori, 1972[68] (ordre des Hemiptera, famille des Cydnidae)
- Hamma boulardi Bayendi Loudit, Durante & Susini, 2014[69] (ordre des Hemiptera, famille des Membracidae))
- Idactus maculicornis boulardi Teocchi, Sudre & Jiroux, 2010[70] (ordre des Coleoptera, famille des Cerambycidae)
- Leptopilina boulardi (Barbotin, Carton & Kelner-Pillault, 1979)[71] (ordre des Hymenoptera, famille des Figitidae)
- Micrambyx boulardi (Quentin & Villiers, 1979)[72] (ordre des Coleoptera, famille des Cerambycidae)
- Numicia boulardi Synave, 1968[73] (ordre des Hemiptera, famille des Tropiduchidae)
- Oxilus boulardi Quentin & Villiers, 1979[72] (ordre des Coleoptera, famille des Cerambycidae)
- Paectira boulardi Heller, 1980[74] (ordre des Homoptera, famille des Cicadidae)
- Raatzbrockmannia boulardi Bourgoin, 1993[75] (ordre des Hemiptera, famille des Tettigometridae)
- Rosema boulardi Thiaucourt, 1988[76] (ordre des Lepidoptera, famille des Notodontidae)
- Sakina boulardi Synave, 1978[65] (ordre des Hemiptera, famille des Tropiduchidae)
- Sciomesa boulardi (Laporte, 1984)[77] (ordre des Lepidoptera, famille des Noctuidae)
- Scolopsomorpha boulardi Constant, 2009[78] (ordre des Hemiptera, famille des Tropiduchidae)
- Taphura boulardi Sanborn, 2011[79] (ordre des Hemiptera, famille des Cicadidae)
- Tataka boulardi Dworakowska, 1974[80] (ordre des Hemiptera, famille des Cicadellidae)
- Tettigettalna boulardi Puissant, 2010[81] (ordre des Hemiptera, famille des Cicadidae)
- Thagria boulardi Nielson, 1980[82] (ordre des Hemiptera, famille des Cicadellidae)
- Tialidia boulardi Nielson, 1982[83] (ordre des Hemiptera, famille des Cicadellidae)
- Xystrocera boulardi Breuning & Téocchi, 1972[84] (ordre des Coleoptera, famille des Cerambycidae)
- Zoraida zoraida boulardi Synave, 1973[85] (ordre des Hemiptera, famille des Derbidae)

## Publications

### Autobiographies
- Boulard, M. 2017. Michel Boulard, Entomologiste, éco-éthologiste, photographe. Autobiographie d'un bourlingueur. EPHE, Biologie et Évolution des insectes, 21, 2017 : i-xii, 1-352, 560 éco-photographies.  (ISSN 1257-5496) /  (ISBN 2-9502395-7-9).
- Boulard, M. 2022. Ma vie avec les cigales, quelques relations voisines et autres. EPHE, Biologie et Évolution des insectes, 2022 : 511 p.  (ISSN 1257-5496) /  (ISBN 2-9502395-9-5)

### Livres
- 1996 - Boulard, M. Vies et mémoires de Cigales. Barbentane, éditions Équinoxe, 160 pages.
- 2000 - Boulard, M. Métamorphoses et Transformations animales, Oblitérations évolutives. Éditions Boubée, Paris,  (ISBN 2-85004-092-4).
- 2007 - (en) Boulard, M. The Cicadas of Thailand. Volume 1: General and particular Characteritics. Bangkok, White Lotus Publisher, 103 pages,  (ISBN 978-974-480-080-0).
- 2012 - Boulard, M. Mimétisme. Usages biologiques du paraître. Boubée et Boulard, Paris, 229 pages, (ISBN 978-2-85004-127-2) édité erroné (BNF 42774316).
- 2013 - (en) Boulard, M. The cicadas of Thailand. Volume 2: taxonomy and sonic ethology. Siri Scientific Press (Monograph Series Volume 5), 436 pages,  (ISBN 978-0-9567795-9-5).